# Operation (militær)
 For alternative betydninger, se Operation. (Se også artikler, som begynder med Operation)
En militær operation er indenfor militæret den teoretiske skala som ligger ovenfor taktikken men under strategien. Operationer er de planer som hele de væbnede styrkers planer følger i en væbnet konflikt, og lærer om sådanne planer. I moderne krigsførelse er grænsen mellem strategi-operation og operation-taktik nogle gange sløret. 

## Kodenavne
Operationer har ofte kodenavne, som for eksempel:
- Fall Gelb, Nazi-Tysklands invasion af Belgien, Holland og Frankrig, 10. juni 1940.
- Operation Barbarossa, Nazi-Tyskland invasion af Sovjetunionen, den 22. juni 1941.
- Operation Overlord, den allieredes landgang i Normandiet, den 6. juni 1944.
- Operation Salomon

| Militær | Spire Denne artikel om militær er en spire som bør udbygges. Du er velkommen til at hjælpe Wikipedia ved at udvide den. |